# Örnsköldsviks centralstation
Örnsköldsviks centralstation är en järnvägsstation som är belägen strax väster om centrala Örnsköldsvik. Stationsbyggnaden nyttjas även för busstrafiken och går därför under namnet Örnsköldsviks resecentrum. Det finns två järnvägsstationer i Örnsköldsvik; den andra järnvägsstationen är Örnsköldsviks norra station som ligger i norra delen av staden, strax nedanför Örnsköldsviks sjukhus.

## Historik
År 1892 kom järnvägen till Örnsköldsvik via en ny tvärförbindelse till Mellansel där järnvägen ansluter till Stambanan genom övre Norrland. Stationen i Örnsköldsvik placerades i utkanten av staden men 1929 togs en ny hållplats i bruk och som låg närmare stadsbebyggelsen. Denna hållplats fick heta Örnsköldsviks västra.
Persontrafiken till Örnsköldsvik lades ner helt år 1989 för att sedan återuppstå igen i och med invigningen av Botniabanan år 2010, men då vid en helt nybyggd station ungefär mitt emellan den ursprungliga stationen och hållplatsen Örnsköldsviks västra station. Den gamla stationsbyggnaden finns kvar men är spårlös och används inte längre för järnvägsändamål.

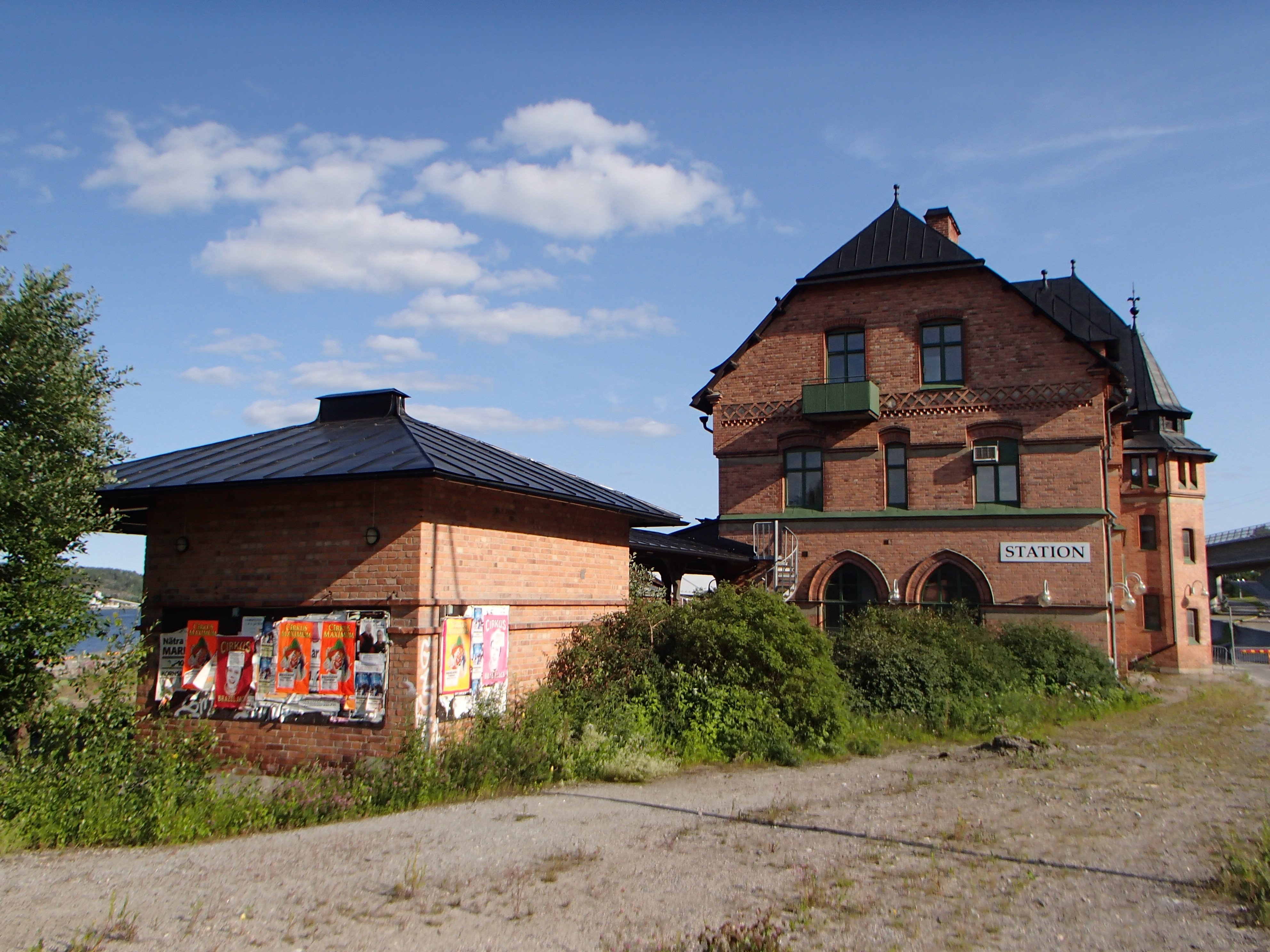
Det gamla stationshuset sett från vägen i riktning österut.

### Gamla stationshuset
Stationshuset vid gamla Örnsköldsviks station, som uppfördes omkring 1892, byggdes med en för tiden hög standard. Den invändiga takhöjden i byggnaden är över fem meter. Det var normalt att bygga relativt hög takhöjd i järnvägsstationer, men Örnsköldsviks stationshus var över genomsnittet.

## Resecentrumsbyggnaden

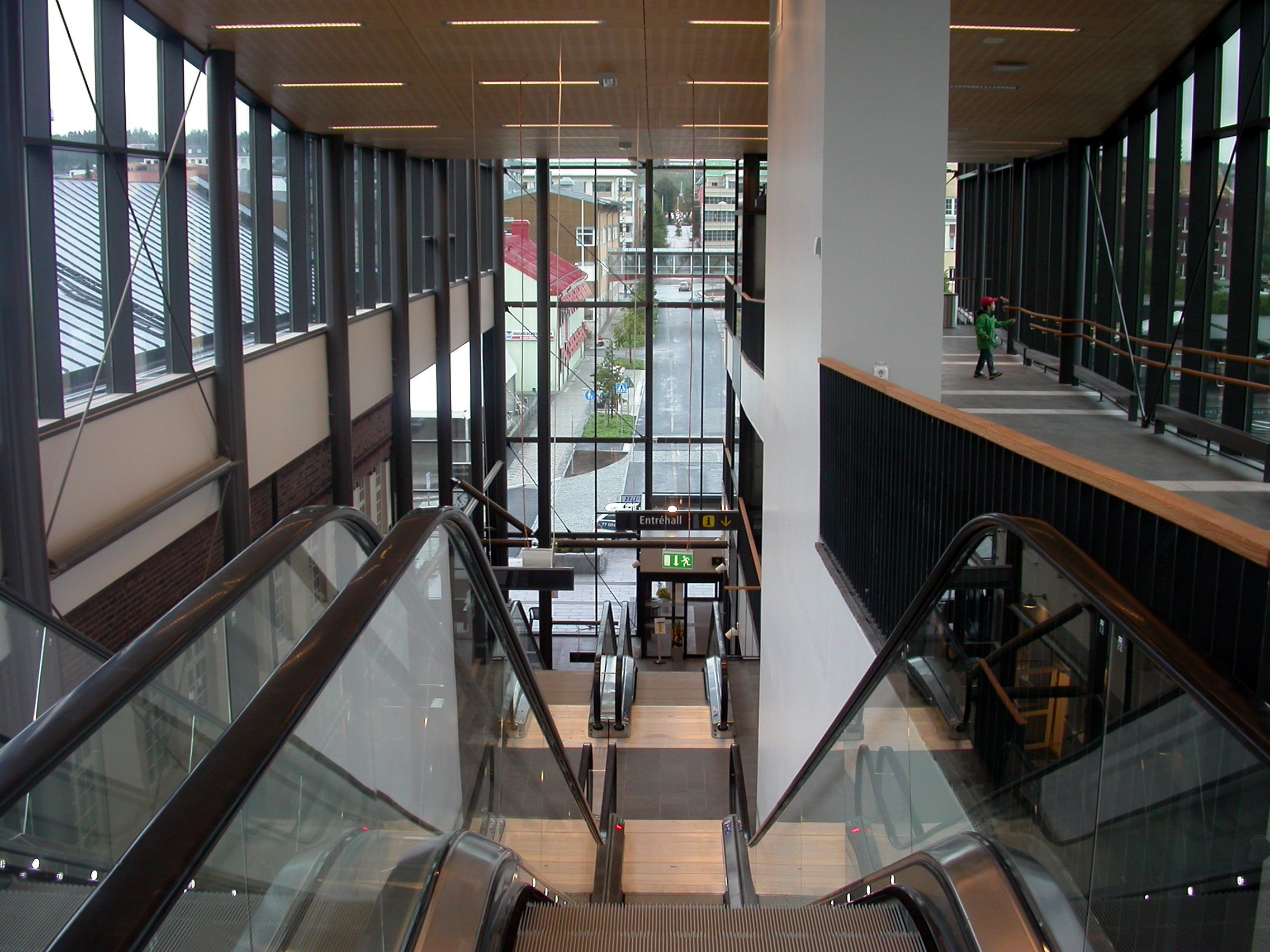
Vy inifrån Örnsköldsviks resecentrum mot centrala staden

Stationshuset består egentligen av två delar som är sammanbyggda via en gångbro över Modovägen. I delen närmast spåren finns väntsalen och i den andra delen finns övriga faciliteter som toaletter, affärer samt bussterminalen. Byggnaden är till stor del utformad i glas och är sammanbyggd med Kulturhuset. Från entrén vid Järnvägsgatan upp till spåren är det en ganska stor nivåskillnad, med tre rulltrappor.

## Trafik
Norrtåg kör regionaltåg norrut mot Umeå och söderut mot Sundsvall. SJ stannar i Örnsköldsvik med snabbtågen Stockholm - Umeå och med nattågen mellan Stockholm och Luleå/Narvik. 
Örnsköldsviks centralstation
| Riktning från | Föregående station | Linje       | Linje       | Linje       | Linje       | Linje       | Nästa station      | Riktning mot     |
| ------------- | ------------------ | ----------- | ----------- | ----------- | ----------- | ----------- | ------------------ | ---------------- |
| Sundsvall C   | Västeraspby        | Norrtåg     | Norrtåg     | Norrtåg     | Norrtåg     | Norrtåg     | Örnsköldsvik Norra | Umeå C           |
| Stockholm C   | Kramfors           | SJ snabbtåg | SJ snabbtåg | SJ snabbtåg | SJ snabbtåg | SJ snabbtåg | Umeå östra         | Umeå C           |
| Stockholm C   | Kramfors           | SJ nattåg   | SJ nattåg   | SJ nattåg   | SJ nattåg   | SJ nattåg   | Nordmaling         | Narvik & Luleå C |